# Ağartı, Tuşba
Ağartı là một xã thuộc huyện Tuşba, tỉnh Van, Thổ Nhĩ Kỳ. Dân số thời điểm năm 2011 là 155 người.